# Striker (jeu vidéo, 1992)
Pour les articles homonymes, voir Stryker (homonymie).
 (mai 2019).
Si vous disposez d'ouvrages ou d'articles de référence ou si vous connaissez des sites web de qualité traitant du thème abordé ici, merci de compléter l'article en donnant les références utiles à sa vérifiabilité et en les liant à la section « Notes et références ».
Striker est un jeu vidéo de football développé et édité par Rage Software, sorti en 1992 sur Amiga et Atari ST. Il est sorti sur DOS, Mega Drive, Super Nintendo en 1993 et Amiga CD32 en 1994.
La version française de Striker sur Super Nintendo est connue sous le nom Eric Cantona Football Challenge ; et la version sortie en Amérique du Nord est connu sous le nom World Soccer 94:  Road to Glory.

## Système de jeu
Soixante-quatre équipes nationales composées de seize joueurs chacune sont jouables dans cette simulation. Rare pour l’époque, les effectifs sont réels en ce qui concerne les principales équipes. À noter cependant que ceux-ci ne sont pas nécessairement à jour par rapport à 1992, année de sortie du jeu.

## Accueil
- Joypad : 74 % (Game Gear)[1]